# Ваньтухи
Ваньтухи (пол. Wańtuchy) — село в Польщі, у гміні Беляни Соколовського повіту Мазовецького воєводства.
Населення — 98 осіб (2011).
У 1975-1998 роках село належало до Седлецького воєводства.

## Демографія
Демографічна структура станом на 31 березня 2011 року:
|          | Загалом | Допрацездатний вік | Працездатний вік | Постпрацездатний вік |
| -------- | ------- | ------------------ | ---------------- | -------------------- |
| Чоловіки | 50      | 5                  | 39               | 6                    |
| Жінки    | 48      | 6                  | 28               | 14                   |
| Разом    | 98      | 11                 | 67               | 20                   |